# Quốc gia Syria (1925–1930)
Quốc gia Syria (tiếng Pháp: état de Syrie, tiếng Ả Rập: دولة سوريا  Dawlat Suriya ) là một ủy trị thuộc Pháp được tuyên bố vào ngày 1 tháng 12 năm 1924 từ hợp nhất của Quốc gia Aleppo và Quốc gia Damascus. Đó là sự kế thừa của Liên bang Syria (tiếng Pháp: Fédération syrienne, tiếng Ả Rập: الاتحاد السوري  al-Ittihad như-Suri ), sau một cuộc họp hội đồng trung ương gồm các đại diện từ Quốc gia Aleppo, Quốc gia Damascus và Quốc gia Alawite tham dự. Tuy nhiên, Quốc gia Alawite đã không gia nhập vào Quốc gia Syria.

## Bối cảnh
Năm 1920, một sự độc lập cho Vương quốc Ả Rập Syria được thành lập bởi Vua Faisal thuộc gia tộc Hashemite, người sau này trở thành vua của Iraq. Tuy nhiên, sự cai trị của ông tại Syria đã kết thúc chỉ sau một vài tháng, sau các cuộc đụng độ giữa lực lượng Ả Rập Syria và lực lượng Pháp thường xuyên ở Trận Maysalun. Quân đội Pháp chiếm Syria một năm sau đó sau khi Hội Quốc Liên đặt Syria thuộc ủy trị của Pháp.

## Lịch sử của Syria dưới sự ủy trị

### Chính quyền dân sự ban đầu
Sau Hội nghị San Remo và sự thất bại trong việc cầm quyền của Vua Faisal đã kết thúc chế độ quân chủ ngắn ngủi của Syria sau Trận Maysalun, tướng người Pháp Henri Gouraud thành lập một chính quyền dân sự trên lãnh thổ này. Khu vực ủy trị được chia thành sáu tiểu bang. Các đường phân chia địa giới của các bang được dựa một phần vào thỏa thuận ký kết giữa các giáo phái ở Syria. Tuy nhiên, gần như tất cả các giáo phái ở Syria có sự thù địch với sự ủy trị của Pháp và việc Pháp tạo ra sự phân chia này.
Người dân mà chủ yếu là người Sunni ở Aleppo và Damascus đã phản đối mạnh mẽ việc phân chia của Syria.

### Liên bang Syria (1922-1924)
Vào tháng 07 năm 1922, Pháp thành lập một liên bang với sự liên kết lỏng lẻo giữa: Quốc gia Aleppo, Quốc gia Damascus và Quốc gia Alawite dưới tên gọi là liên bang Syria. Jabal Druze và Greater Lebanon không phải bộ phận của liên bang này. Khu tự trị Sanjak của Alexandretta đã được sáp nhập vàoQuốc gia Aleppo vào năm 1923. Liên bang đã thông nhất một lá cờ mới của liên bang (gồm màu xanh-trắng-xanh kết hợp với của Pháp), mà sau này đã trở thành lá cờ của quốc gia Syria.

### Quốc gia Syria
Ngày 01 tháng 01 năm 1925, Quốc gia Alawite ly khai khỏi liên bang khi tình trạng của Aleppo và Damascus đã được thống nhất vào Quốc gia Syria.

### Tổng khởi nghĩa
Năm 1925, cuộc kháng chiến của Syria chống chế độ thực dân Pháp đã nổ ra ở quy mô lớn được lãnh đạo bởi Sultan Pasha el Atrash.
Cuộc nổi dậy nổ ra ở Jabal Druze nhưng nhanh chóng lan sang các quốc gia khác thuộc Syria và trở thành một cuộc khởi nghĩa trên toàn Syria. Pháp đã cố gắng để đánh trả bằng việc quốc hội của Aleppo tuyên bố ly khai khỏi liên minh với Damascus, nhưng có nguy cơ thất bại bởi sự phản đối bởi những người yêu nước Syria.
Mặc dù Pháp đã nỗ lực để duy trì quyền kiểm soát bằng cách khuyến khích chia rẽ bè phái và cô lập khu vực đô thị với nông thôn, cuộc khởi nghĩa lan từ nông thôn đã kết hợp các tôn giáo của Syria: Druze, Sunni, Shiite, Alawis và Kitô giáo. Khi các lực lượng nổi dậy đã bao vây Damascus, quân đội Pháp đã đáp trả bằng các biện pháp chống nổi loạn tàn bạo mà sau này từng được sử dụng ở Algérie và Đông Dương. Những biện pháp này bao gồm phá hủy nhà của, hành quyết tập thể, di chuyển dân cư và việc sử dụng vũ khí hạng nặng trong những khu vực đô thị. Các cuộc nổi dậy cuối cùng đã bị dập tắt vào 1926-1927 qua oanh tạc trên không của Pháp vào các khu vực dân sự, bao gồm cả Damascus.

### Cộng hòa Syria
Ngày 14 Tháng 05 năm 1930, Nhà nước Syria đã tuyên bố thành lập nước Cộng hòa của Syria và một hiến pháp mới đã được soạn thảo.